# Nokia 3650
Nokia 3650, được bán tại các thị trường Bắc Mỹ với tên gọi Nokia 3600 (Triband GSM 850/1800/1900   MHz), là điện thoại thông minh của Nokia được công bố vào ngày 6 tháng 9 năm 2002 với tư cách là sản phẩm kế nhiệm của Nokia 7650. Điện thoại này chạy hệ điều hành Symbian Series 60 (phiên bản 1.2).
Một tính năng rất đặc biệt của Nokia 3650/3600 là bàn phím tròn retro độc đáo. Nhiều người đã thích một thiết bị Series 60 với bàn phím thông thường, tuy nhiên một số người nói rằng bàn phím kiểu xoay giúp việc nhắn tin văn bản trở nên dễ dàng và nhanh hơn. Thiết bị này đã cải thiện một số thứ so với 7650, chẳng hạn như bộ nhớ có thể mở rộng, pin được cải thiện và khả năng quay phim và nó được bán lẻ với giá thấp hơn khi phát hành vào đầu năm 2003. Nó cũng có hỗ trợ cho các cover Xpress-On.
3600 là thiết bị hệ điều hành Symbian đầu tiên xuất hiện tại thị trường Mỹ. Nó cũng là điện thoại đầu tiên có camera tích hợp được công bố cho thị trường Bắc Mỹ.

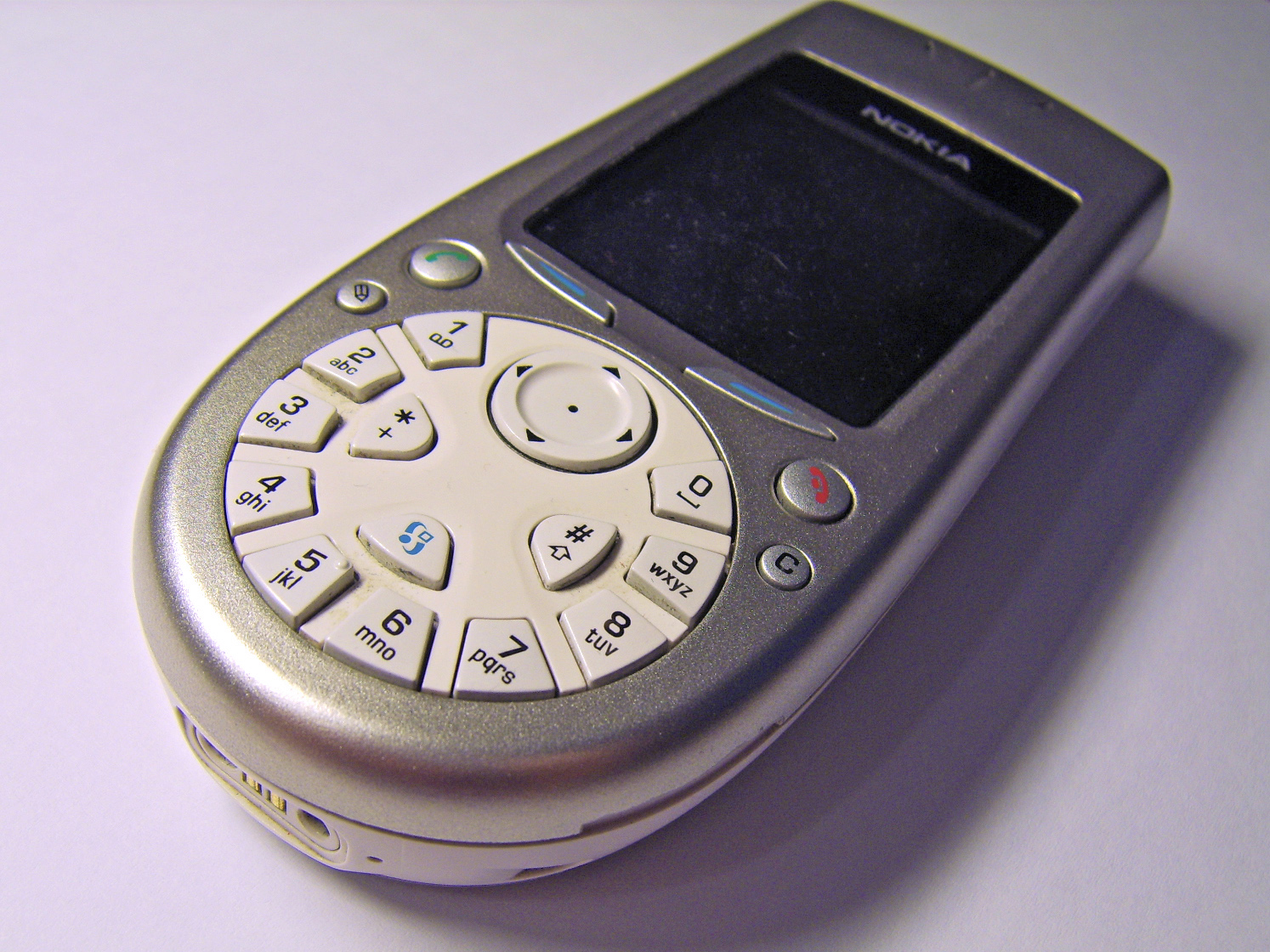
Một chiếc Nokia 3650

Các phiên bản cải tiến được gọi là Nokia 3660/3620 đã được công bố một năm sau đó. Vào thời điểm đó, Nokia 6600 định hướng kinh doanh đã được phát hành dưới dạng điện thoại thông minh Series 60 hàng đầu của công ty. Sản phẩm kế nhiệm chính thức cho 3660 là Nokia 3230; không có sản phẩm kế nhiệm được phát hành cho 3620.

## Biến thể

### Nokia 3660/3620
Một phiên bản sửa đổi về phần cứng của dòng 3600 được gọi là Nokia 3660 (hay 3620 ở Bắc Mỹ), đã được công bố vào ngày 9 tháng 10 năm 2003  để thay thế 3600 và 3650, giải quyết khiếu nại của một số người dùng qua bàn phím tròn của điện thoại ban đầu thiết kế. Như với 3600/3650 ban đầu, 3620/460 chạy trên Series 60 phiên bản 1.x trên hệ điều hành Symbian.
Các thay đổi từ 3600/450 bao gồm bàn phím thông thường (trái ngược với bàn phím tròn của 3650) và màn hình 16 bit (trái ngược với màn hình 12 bit của 3650).
Cả 3620 và 3660 về cơ bản là cùng một điện thoại, ngoại trừ Nokia 3620, được nhắm đến thị trường Mỹ, hoạt động trên GSM 850/1900, trong khi Nokia 3660, là điện thoại dành cho châu Âu, hoạt động trên GSM 900/1800/1900.